# Mistrzostwa Polski Seniorów w Lekkoatletyce 1970
46. Mistrzostwa Polski Seniorów w Lekkoatletyce – zawody sportowe, które rozegrano w dniach 6–9 sierpnia 1970 w Warszawie na Stadionie Skry.
Podczas mistrzostw został wyrównany rekord świata i poprawiony rekord Polski w biegu na 200 metrów przez płotki kobiet. Teresa Sukniewicz przebiegła ten dystans w 25,8 s. Zdzisław Serafin wyrównał rekord Polski w biegu na 400 metrów przez płotki czasem 50,4 s. Ustanowiono także klubowe rekordy Polski w sztafecie 4 × 100 metrów kobiet (sztafeta Gwardii Warszawa w składzie: Jadwiga Dudek, Teresa Sukniewicz, Aniela Szubert i Elżbieta Janowicz z czasem 46,2 s) i mężczyzn (sztafeta Legii Warszawa w składzie: Zenon Nowosz, Edward Romanowski, Tadeusz Cuch i Waldemar Stańczuk z wynikiem 39,9), a także sztafecie 4 × metrów kobiet (sztafeta Spójni Warszawa w składzie: Zofia Kołakowska, Zdzisława Gałęzia, Jadwiga Kalinowska i Elżbieta Skowrońska uzyskała czas 3;45,0).

## Rezultaty
| NR – rekord Polski \| SB – najlepszy wynik w sezonie \| PB – rekord życiowy |

### Mężczyźni
| Konkurencja                   | 1. miejsce                                                                                | Rezultat  | 2. miejsce                                                                              | Rezultat  | 3. miejsce                                                                          | Rezultat  |
| Bieg na 100 m                 | Zenon Nowosz Legia Warszawa                                                               | 10,3      | Tadeusz Cuch Legia Warszawa                                                             | 10,4      | Stanisław Wagner ŁKS Łódź                                                           | 10,5      |
| Bieg na 200 m                 | Zenon Nowosz Legia Warszawa                                                               | 20,8      | Marian Dudziak Olimpia Poznań                                                           | 21,1      | Jan Werner Gwardia Warszawa                                                         | 21,1      |
| Bieg na 400 m                 | Jan Werner Gwardia Warszawa                                                               | 46,1      | Andrzej Badeński Legia Warszawa                                                         | 46,2      | Jan Balachowski Cracovia                                                            | 46,5      |
| Bieg na 800 m                 | Stanisław Waśkiewicz ŁKS Łódź                                                             | 1:47,0    | Henryk Szordykowski Wawel Kraków                                                        | 1:47,3    | Kazimierz Wardak Zawisza Bydgoszcz                                                  | 1:47,3    |
| Bieg na 1500 m                | Andrzej Kupczyk Górnik Wałbrzych                                                          | 3:42,0    | Jerzy Maluśki Orkan Poznań                                                              | 3:42,2    | Henryk Główczewski Lechia Gdańsk                                                    | 3:44,1    |
| Bieg na 5000 m                | Kazimierz Podolak Wybrzeże Gdańsk                                                         | 14:05,0   | Stanisław Podzoba Cracovia                                                              | 14:05,4   | Roland Brehmer Start Katowice                                                       | 14:06,0   |
| Bieg na 10 000 m              | Edward Mleczko Cracovia                                                                   | 29:17,8   | Edward Stawiarz Wawel Kraków                                                            | 29:18,6   | Stanisław Podzoba Cracovia                                                          | 29:19,6   |
| Maraton                       | Zdzisław Bogusz Warszawianka                                                              | 2:26:35,8 | Michał Wójcik Śląsk Wrocław                                                             | 2:28:53,2 | Marian Snoch Stal Mielec                                                            | 2:30:35,0 |
| Bieg na 110 m przez płotki    | Marek Jóźwik Gwardia Olsztyn                                                              | 14,0      | Mirosław Wodzyński Legia Warszawa                                                       | 14,2      | Mirosław Majchrzak Start Katowice                                                   | 14,4      |
| Bieg na 400 m przez płotki    | Zdzisław Serafin Wawel Kraków                                                             | 50,4 =NR  | Tadeusz Kulczycki Orkan Poznań                                                          | 50,6      | Antoni Siwiec Wawel Kraków                                                          | 50,8      |
| Bieg na 3000 m z przeszkodami | Tadeusz Zieliński Energetyk Poznań                                                        | 8:34,4    | Józef Rębacz ŁKS Łódź                                                                   | 8:34,6    | Edward Szklarczyk Zawisza Bydgoszcz                                                 | 8:34,8    |
| Sztafeta 4 × 100 m            | Legia Warszawa Zenon Nowosz Edward Romanowski Tadeusz Cuch Waldemar Stańczuk              | 39,9 NR   | Skra Warszawa Krzysztof Stanisławski Wiesław Maniak Stanisław Kozłowski Marek Ziembicki | 40,6      | Zawisza Bydgoszcz Marian Zalewski Tadeusz Szczepański Mirosław Muzolf Henryk Marach | 40,7      |
| Sztafeta 4 × 400 m            | Zawisza Bydgoszcz Mirosław Jankowski Mieczysław Wąsik Waldemar Korycki Zenon Szordykowski | 3:10,9    | Wawel Kraków Zdzisław Serafin Grzegorz Nowak Andrzej Majchrzak Antoni Siwiec            | 3:11,6    | AZS Poznań Jan Pawlicz Roman Spychalski Marek Walczak Jacek Czechowski              | 3:13,0    |
| Chód na 20 km                 | Andrzej Czapliński Wybrzeże Gdańsk                                                        | 1:39:00,0 | Janusz Cyrklaff Lechia Gdańsk                                                           | 1:40:00,2 | Eugeniusz Ornoch Flota Gdynia                                                       | 1:40:49,0 |
| Skok wzwyż                    | Lech Klinger Lumel Zielona Góra                                                           | 3,13      | Wojciech Gołębiowski ŁKS Łódź                                                           | 2,08      | Ryszard Pawelec AZS Wrocław                                                         | 2,08      |
| Skok o tyczce                 | Wojciech Buciarski Skra Warszawa                                                          | 4,90      | Zygmunt Dobrosz AZS Wrocław                                                             | 4,90      | Włodzimierz Osiński AZS Poznań                                                      | 4,80      |
| Skok w dal                    | Stanisław Cabaj MKS-AZS Warszawa                                                          | 7,72      | Jan Kobuszewski Spójnia Gdańsk                                                          | 7,72      | Waldemar Stępień Społem Łódź                                                        | 7,57      |
| Trójskok                      | Józef Szmidt Górnik Zabrze                                                                | 16,53     | Michał Joachimowski Budowlani Bydgoszcz                                                 | 16,23     | Ryszard Garnys Start Łódź                                                           | 16,07     |
| Pchnięcie kulą                | Władysław Komar Gwardia Warszawa                                                          | 18,65     | Edmund Antczak Lechia Gdańsk                                                            | 18,30     | Tadeusz Sadza Zawisza Bydgoszcz                                                     | 18,28     |
| Rzut dyskiem                  | Zenon Begier Zawisza Bydgoszcz                                                            | 57,66     | Stanisław Skowroński Legia Warszawa                                                     | 57,62     | Zbigniew Gryżboń Górnik Zabrze                                                      | 57,32     |
| Rzut młotem                   | Piotr Gaździk AZS Wrocław                                                                 | 66,84     | Stanisław Lubiejewski Flota Gdynia                                                      | 66,04     | Szymon Jagliński Flota Gdynia                                                       | 62,96     |
| Rzut oszczepem                | Władysław Nikiciuk Gwardia Warszawa                                                       | 83,14     | Janusz Sidło Spójnia Warszawa                                                           | 80,42     | Wiesław Sierański Zawisza Bydgoszcz                                                 | 77,60     |
| Dziesięciobój                 | Tadeusz Janczenko Zawisza Bydgoszcz                                                       | 7803      | Ryszard Skowronek AZS Wrocław                                                           | 7554      | Ryszard Katus Gwardia Warszawa                                                      | 7454      |

### Kobiety
| Konkurencja                | 1. miejsce                                                                                 | Rezultat  | 2. miejsce                                                                               | Rezultat | 3. miejsce                                                                          | Rezultat |
| Bieg na 100 m              | Helena Kerner Górnik Zabrze                                                                | 11,6      | Urszula Jóźwik Gwardia Olsztyn                                                           | 11,7     | Urszula Soszka OKS Otwock                                                           | 11,8     |
| Bieg na 200 m              | Urszula Jóźwik Gwardia Olsztyn                                                             | 23,8      | Urszula Soszka OKS Otwock                                                                | 24,1     | Elżbieta Nowak Start Lublin                                                         | 24,1     |
| Bieg na 400 m              | Czesława Nowak ŁKS Łódź                                                                    | 54,8      | Krystyna Hryniewicka Skra Warszawa                                                       | 54,9     | Elżbieta Skowrońska Spójnia Warszawa                                                | 54,9     |
| Bieg na 800 m              | Danuta Wierzbowska Gwardia Olsztyn                                                         | 2:05,8    | Zofia Kołakowska Spójnia Warszawa                                                        | 2:06,7   | Krystyna Sładek Pogoń Ruda Śląska                                                   | 2:08,5   |
| Bieg na 1500 m             | Danuta Wierzbowska Gwardia Olsztyn                                                         | 4:25,6    | Krystyna Sładek Pogoń Ruda Śląska                                                        | 4:26,5   | Zofia Kołakowska Spójnia Warszawa                                                   | 4:26,6   |
| Bieg na 100 m przez płotki | Teresa Sukniewicz Gwardia Warszawa                                                         | 12,6      | Teresa Nowak Gwardia Warszawa                                                            | 13,2     | Danuta Straszyńska Skra Warszawa                                                    | 13,3     |
| Bieg na 200 m przez płotki | Teresa Sukniewicz Gwardia Warszawa                                                         | 25,8 NR   | Danuta Straszyńska Skra Warszawa                                                         | 26,0     | Krystyna Lisiecka Górnik Zabrze                                                     | 27,2     |
| Sztafeta 4 × 100 m         | Gwardia Warszawa Jadwiga Dudek Teresa Sukniewicz Aniela Szubert Elżbieta Janowicz          | 46,2 NR   | Orkan Poznań Danuta Łozowicka Barbara Bakulin Aurelia Januchowska Romana Polowczyk       | 46,4     | Pomorze Stargard Barbara Matulka Danuta Piecyk Jolanta Bogusz Danuta Kopa           | 46,7     |
| Sztafeta 4 × 400 m         | Spójnia Warszawa Zofia Kołakowska Zdzisława Gałęzia Jadwiga Kalinowska Elżbieta Skowrońska | 3:45,0 NR | Polonia Warszawa Małgorzata Grunwald Grażyna Lubelska Danuta Pankowska Marta Skrzypińska | 3:47,9   | Gwardia Warszawa Zofia Czwarno Halina Domańska Hanna Jabłońska Krystyna Jabłczyńska | 3:54,6   |
| Skok wzwyż                 | Danuta Konowska Lumel Zielona Góra                                                         | 1,71      | Radomiła Nowakowska AS Kraków                                                            | 1,68     | Krystyna Wojaczek Iskra Pszczyna                                                    | 1,68     |
| Skok w dal                 | Helena Kerner Górnik Zabrze                                                                | 6,37      | Ryszarda Rurka Skra Warszawa                                                             | 6,23     | Danuta Marszałowicz Lechia Gdańsk                                                   | 6,14     |
| Pchnięcie kulą             | Ludwika Chewińska Gwardia Warszawa                                                         | 16,46     | Marianna Leńska Gwardia Olsztyn                                                          | 14,42    | Elżbieta Michalczak Polonia Warszawa                                                | 14,39    |
| Rzut dyskiem               | Jadwiga Wojtczak Gwardia Warszawa                                                          | 52,34     | Sonia Pioseczna Górnik Zabrze                                                            | 48,04    | Ludwika Chewińska Gwardia Warszawa                                                  | 48,36    |
| Rzut oszczepem             | Daniela Jaworska Skra Warszawa                                                             | 57,34     | Ewa Gryziecka Piast Gliwice                                                              | 56,72    | Zofia Gąska Stal Mielec                                                             | 49,56    |
| Pięciobój                  | Ryszarda Rurka Skra Warszawa                                                               | 4760      | Krystyna Lisiecka Górnik Zabrze                                                          | 4551     | Małgorzata Sochacka Skra Warszawa                                                   | 4409     |

## Biegi przełajowe
42. mistrzostwa Polski w biegach przełajowych rozegrano 19 kwietnia w Sanoku. Seniorzy rywalizowali na dystansach 4, 7,5 i 10 kilometrów, a seniorki na dystansie 2 kilometrów.

### Mężczyźni
| Konkurencja              | 1. miejsce                       | Rezultat | 2. miejsce                       | Rezultat | 3. miejsce                     | Rezultat |
| Bieg przełajowy (4 km)   | Henryk Szordykowski Wawel Kraków | 13:14,2  | Jan Kondzior MKS-AZS Warszawa    | 13:16,8  | Kazimierz Maranda ŁKS Łódź     | 13:24,0  |
| Bieg przełajowy (7,5 km) | Stanisław Podzoba Cracovia       | 22:05,0  | Edward Mleczko Cracovia          | 22:07,0  | Edward Łęgowski Legia Warszawa | 22:13,8  |
| Bieg przełajowy (10 km)  | Jan Wawrzuta Śląsk Wrocław       | 29:56,4  | Henryk Piotrowski Legia Warszawa | 30:13,6  | Czesław Wajda Spójnia Gdańsk   | 30:35,4  |

### Kobiety
| Konkurencja            | 1. miejsce                        | Rezultat | 2. miejsce                        | Rezultat | 3. miejsce                                  | Rezultat |
| Bieg przełajowy (2 km) | Zofia Kołakowska Spójnia Warszawa | 7:28,4   | Krystyna Sładek Pogoń Ruda Śląska | 7:31,0   | Bronisława Doborzyńska Zjednoczenie Olsztyn | 7:37,8   |